# Salvador Pirates
Salvador Pirates va ser el nom que va rebre el grup de mariners de la Marina Confederada que van intentar apoderar-se d'un vaixell de vapor del ferrocarril de Panamà en alta mar. El seu propòsit era llavors armar-lo i atacar els vaixells del Pacific Mail i els baleners nord-americans al Pacífic.
A la primavera de 1864, la Marina Confederada va ordenar al capità Thomas Egenton Hogg i al seu comandament que passaren a bord d'un vaixell de vapor costaner a la ciutat de Panamà, l'apoderaren en alta mar, l'armaren i atacaren els vapors del Pacific Mail i els baleners del Pacífic Nord. A l'Havana, el cònsol estatunidenc, Thomas Savage, es va assabentar d'aquesta conspiració i va notificar el contralmirall George F. Pearson a la ciutat de Panamà. L'almirall va fer observar els passatgers que pujaven als vaixells de vapor de la ciutat de Panamà i quan es va trobar el comandament de Hogg a bord del vapor Salvador Railroad, una força de l' USS Lancaster els va arrestar i els va portar a San Francisco.
Els Salvador Pirates, tal com van ser anomenats, van ser jutjats per pirateria per una comissió militar, condemnats, condemnats a ser penjats, però el general Irvin McDowell els va commutar les sentències. Per evitar nous intents de capturar el transport marítim de la costa del Pacífic, el general McDowell va ordenar a cada passatger a bord dels vaixells mercants de vapor nord-americans que lliurés totes les armes a l'embarcament del vaixell i es va escorcollar cada passatger i el seu equipatge. Tots els oficials estaven armats per protegir els seus vaixells.